# Comté de Luna
Le comté de Luna est l’un des 33 comtés de l’État du Nouveau-Mexique, aux États-Unis, à la frontière avec le Mexique. Il a été fondé le 16 mars 1901 et nommé en hommage à Soloman Luna, un politicien local.
Son siège est Deming. La population est à majorité hispanique.

## Comtés adjacents
- Comté de Sierra, Nouveau-Mexique (nord-est)
- Comté de Doña Ana, Nouveau-Mexique (est)
- Comté de Grant, Nouveau-Mexique (ouest)
- Comté de Hidalgo, Nouveau-Mexique (ouest)
- État de Chihuahua, Mexique (sud)